# 第2次超級機器人大戰α
《第2次超級機器人大戰α》是一款由万普制作和发行的战略类角色扮演类游戏。本游戏于2003年在PlayStation 2上发行。本作紧接着《超級機器人大戰α》和《超級機器人大戰α外傳》。首次參戰作品包括《機動神腦》、《勇者王GaoGaiGar》、《機動戰士海盜GUNDAM》和《鋼鐵吉克》。
游戏开始时，玩家需要选择4个场景。
另外GUNDAM前哨戰在遊戲內部有殘留資料，不能在主線正常參戰。

## 參戰作品
★號為系列初參戰作品。α標誌為α系列初參戰作品。
- α戰國魔神豪將軍（戦国魔神ゴーショーグン）
- ★機動神腦（ブレンパワード）
- ★勇者王GaoGaiGar（勇者王ガオガイガー）
- 機動戰士GUNDAM0083 STARDUST MEMORY（機動戦士ガンダム0083 STARDUST MEMORY）
- 機動戰士Z GUNDAM（機動戦士Ζガンダム）
- 機動戰士GUNDAM ZZ（機動戦士ガンダムΖΖ）
- 機動戰士GUNDAM 馬沙之反擊（機動戦士ガンダム 逆襲のシャア）
- 機動戰士GUNDAM F91（機動戦士ガンダムF91）
- ★機動戰士海盜GUNDAM（機動戦士クロスボーン・ガンダム）
- 新機動戰記GUNDAM W 無盡的華爾茲（新機動戦記ガンダムW Endless Waltz）
- 無敵鋼人泰坦3（無敵鋼人ダイターン3）
- 鐵甲萬能俠（マジンガーZ）
- 鐵甲萬能俠2號（グレートマジンガー）
- 三一萬能俠（ゲッターロボ）
- 三一萬能俠G（ゲッターロボG）
- 真・三一萬能俠（原作漫画版）（真・ゲッターロボ（原作漫画版））
- ★鋼鐵吉克（鋼鉄ジーグ）
- 超力電磁俠（超電磁ロボ コン・バトラーV）
- V型電磁俠（超電磁マシーン ボルテスV）
- α鬥將大武士（闘将ダイモス）
- α大空魔龍（大空魔竜ガイキング）
- 萬普原創（バンプレストオリジナル）